# Matafaʻa
Matafaʻa ist eine Siedlung im politischen Bezirk (itūmālō) Aʻana des Inselstaats Samoa auf der Insel Upolu.

## Geographie
Der Ort liegt an der Südküste der Insel am Ausgang der Lefaga Bay, gegenüber von Faleaseela auf der Landzunge von Cape Mulitapuʻili. Im Ort steht eine methodistische Kirche.